# 小澤京子
小澤京子（おざわ きょうこ、1976年8月7日 - ）は、日本の美術史家。専門は都市・建築論、イメージ分析、新古典主義など。

## 来歴
群馬県前橋市出身。群馬県立前橋女子高等学校、東京大学法学部第2類（公法コース）卒業。東大法学部第2類在学中は政治過程論を専門とする蒲島郁夫のゼミに所属。1999年 第一勧業銀行銀座支店勤務（〜2001年7月31日）。2004年 東京大学大学院総合文化研究科超域文化科学専攻表象文化論コース修士課程修了。2008年10月 ブルゴーニュ大学現代人間科学修士課程修了。2011年 東京大学大学院総合文化研究科超域文化科学専攻表象文化論コース博士課程修了。2021年4月 和洋女子大学人文学部日本文学文化学科文化芸術専攻教授。2022年4月 和洋女子大学人文学部学部長。

## 略歴
- 1999年3月：東京大学法学部第2類（公法コース）卒業。
- 1999年4月：第一勧業銀行銀座支店勤務（〜2001年7月31日）。
- 2004年3月：東京大学大学院総合文化研究科超域文化科学専攻表象文化論コース修士課程修了。
- 2008年10月：ブルゴーニュ大学現代人間科学修士課程修了。
- 2011年3月：東京大学大学院総合文化研究科超域文化科学専攻表象文化論コース博士課程修了。
- 2011年4月：埼玉大学教養学部非常勤講師（〜2014年9月）。
- 2013年4月：首都大学東京都市教養学部人文・社会系非常勤講師（〜2015年3月）。
- 2013年9月：青山学院大学総合文化政策学部非常勤講師（〜2015年3月）。
- 2015年4月：和洋女子大学人文学群日本文学文化学類文化芸術専修准教授（〜2018年3月）。
- 2018年4月：和洋女子大学人文学部日本文学文化学科文化芸術専攻准教授（〜2021年3月）。
- 2021年4月：和洋女子大学人文学部日本文学文化学科文化芸術専攻教授。
- 2022年4月：和洋女子大学人文学部学部長。

## 主張
東日本大震災で自分のような「部外者」が悲惨な出来事について、倫理的な態度をよそおいつつ「語る」ことが、直接被害を受けた人々に対して、一種の「搾取」になるのではないかという疑問があり、また状況を言語化することによって「救われて」しまうことへの罪悪感でもあったという。
インテリ男性中心のアリス幻想を隣接した場で執筆活動を行い、引き受けつつも少しずらしているように思われるのものとして、矢川澄子や『少女座』を挙げており、これを女性自身が主体的に選択する少女性の系譜だとしている。この『少女性』信奉の核にあるのは、女性自身による自己投影的なセンチメンタリズムであり、「私自身も少女である、かつては少女であった、いつまでも少女であり続けたい」という、ナルシシスティックで自己慰撫的な態度だと思うと述べている。

## 著作

### 単著
- （田中純（解題））『都市の解剖学：建築／身体の剥離・斬首・腐爛』（ありな書房、2011年10月）
- 『ユートピア都市の書法：クロード=ニコラ・ルドゥの建築思想』（法政大学出版局、2017年7月）

### 共著
- （蘆田裕史（編著）、藤嶋陽子（編著）、宮脇千絵（編著））『クリティカル・ワード ファッションスタディーズ』（フィルムアート社、2022年3月）
- （五十嵐太郎（著））『くらべてわかる世界の美しい美術と建築』（エクスナレッジ、2015年10月）

### 共訳
- （田中純（監訳））『ナショナル・ギャラリー・ポケット・ガイド 顔』（ありな書房、2010年3月）